# Nir Yaniv
Nir Yaniv —en hebreo: ניר יניב‎, Jerusalén, 1972— es un escritor, músico y editor israelí adscrito a los géneros de la ciencia ficción y fantasía. En 2000 fundó el webzine de la Israeli Society for Science Fiction and Fantasy, la primera publicación en línea de su tipo en Israel, de la que fue su editor en jefe durante siete años; posteriormente pasó a ocupar el mismo cargo en la revista Chalomot Be'aspamia en 2007.

## Obras

### Literatura
- Ktov Ke'shed Mi'shachat (2006), colección de cuentos.
- Retzach Bidyoni (2009), novela corta en colaboración con Lavie Tidhar.
- The Tel Aviv Dossier (2009), novela corta en colaboración con Lavie Tidhar.
- The Love Machine & Other Contraptions (2012), colección de cuentos.

### Música
- The Universe in a Pita, álbum de rock.
- Funkapella, álbum conceptual.
- Happiness is Real, registro audiovisual en vivo.